# Riak
Riak е нерелационна база данни, която имплементира принципите на Dynamo на Amazon.
Riak има достъпна за различни програмни езици собствена хоризонтална архитектура на склада, Bitcask. Riak също има вградена MapReduce функция с вградена поддръжка за JavaScript и Erlang, като същевременно поддържа и други програмни езици като Python, Java, PHP and Ruby.

На 21 февруари 2012 г., Basho представи версия 1.1 на Riak включваща Riaknostic, с подсилено пресичане на грешки и подаване на доклади, с подобрена еластичност при големи натоварвания, с нови графични операции и мониторингов интерфейс наречен Riak Control.

На 27 март 2012 г. Basho пусна в експлоатация Riak CS (Cloud Storage).

На 10 юли 2013 г., Basho представи версия 1.4 на Riak.